# Eurostar Trophy
L'Eurostar Trophy, o Trofeu Eurostar és un trofeu creat l'any 2000 que guanya any rere any el guanyador del partit del Torneig de les Sis Nacions que enfronta la selecció d'Anglaterra i la de França.

## Creació del trofeu
Les federacions anglesa i francesa de rugby a XV, van decidir crear aquest trofeu per tal de donar un al·licient més al partit entre aquestes seleccions imitant altres partits del mateix torneig com la Copa Calcuta entre Anglaterra i Escòcia, la Millennium Trophy entre Anglaterra i Irlanda o el Trofeu Giuseppe Garibaldi entre França i Itàlia.
A diferència d'aquests altres trofeus, aquest no té reconeixement material, només és un guardó que queda per a l'estadística.

## Resultats
| França | 9 – 15 | Anglaterra | 19 de febrer de 2000 - Stade de France, París |
|        |        |            | 19 de febrer de 2000 - Stade de France, París |

| Anglaterra | 48 – 19 | França | 7 d'abril de 2001 - Twickenham Stadium, Londres |
|            |         |        | 7 d'abril de 2001 - Twickenham Stadium, Londres |

| França | 20 – 15 | Anglaterra | 2 de març de 2002 - Stade de France, París |
|        |         |            | 2 de març de 2002 - Stade de France, París |

| Anglaterra | 25 – 17 | França | 15 de febrer de 2003 - Twickenham Stadium, Londres |
|            |         |        | 15 de febrer de 2003 - Twickenham Stadium, Londres |

| França | 24 – 21 | Anglaterra | 27 de març de 2004 - Stade de France, París |
|        |         |            | 27 de març de 2004 - Stade de France, París |

| Anglaterra | 17 – 18 | França | 13 de febrer de 2005 - Twickenham Stadium, Londres |
|            |         |        | 13 de febrer de 2005 - Twickenham Stadium, Londres |

| França | 31 – 6 | Anglaterra | 12 de març de 2006 - Stade de France, París |
|        |        |            | 12 de març de 2006 - Stade de France, París |

| Anglaterra | 26 – 18 | França | 11 de març de 2007 - Twickenham Stadium, Londres |
|            |         |        | 11 de març de 2007 - Twickenham Stadium, Londres |

| França | 13 – 24 | Anglaterra | 23 de febrer de 2008 - Stade de France, París |
|        |         |            | 23 de febrer de 2008 - Stade de France, París |

| Anglaterra | 34 – 10 | França | 15 de març de 2009 - Twickenham Stadium, Londres |
|            |         |        | 15 de març de 2009 - Twickenham Stadium, Londres |

| França | 12 – 10 | Anglaterra | 20 de març de 2010 - Stade de France, París |
|        |         |            | 20 de març de 2010 - Stade de France, París |

| Anglaterra | 17 – 9 | França | 26 de febrer de 2011 - Twickenham Stadium, Londres |
|            |        |        | 26 de febrer de 2011 - Twickenham Stadium, Londres |

| França | 22 – 24 | Anglaterra | 11 de març de 2012 - Stade de France, París |
|        |         |            | 11 de març de 2012 - Stade de France, París |

| Anglaterra | 23 – 13 | França | 23 de febrer de 2013 - Twickenham Stadium, Londres |
|            |         |        | 23 de febrer de 2013 - Twickenham Stadium, Londres |

| França | 26 – 24 | Anglaterra | 1 de febrer de 2014 - Stade de France, París |
|        |         |            | 1 de febrer de 2014 - Stade de France, París |

| Anglaterra | 55 – 35 | França | 21 de març de 2015 - Twickenham Stadium, Londres |
|            |         |        | 21 de març de 2015 - Twickenham Stadium, Londres |

| França | 21 – 31 | Anglaterra | 19 de març de 2016 - Stade de France, París |
|        |         |            | 19 de març de 2016 - Stade de France, París |

| Anglaterra | 19 – 16 | França | 4 de febrer de 2017 - Twickenham Stadium, Londres |
|            |         |        | 4 de febrer de 2017 - Twickenham Stadium, Londres |

| França | 22 – 16 | Anglaterra | 10 de març de 2018 - Stade de France, París |
|        |         |            | 10 de març de 2018 - Stade de France, París |

| Anglaterra | 44 – 8 | França | 10 de febrer de 2019 - Twickenham Stadium, Londres |
|            |        |        | 10 de febrer de 2019 - Twickenham Stadium, Londres |

## Palmarès
| Team       | Wins | Years                                         |
| ---------- | ---- | --------------------------------------------- |
| Anglaterra | 13   | 2000–01, 2003, 2007–09, 2011-13, 2015–17,2019 |
| França     | 7    | 2002, 2004-06, 2010, 2014, 2018               |

- Ratxa més llarga de victòries consecutives: 3 - França (2004-2006); 3 - Anglaterra (2007-2009, 2011-2013, 2015-2017)
- Diferència de punts més gran: 36 punts, 2019: Anglaterra 44-8 França
- Diferència més petita: 1 punt, 2005: Anglaterra 17–18 França
- Màxima puntuació de partit: 90 punts – 2015, Anglaterra 55–35 França
- Mínima puntuació de partit: 22 punts – 2010, França 12-10 Anglaterra